# Alasdair Gray
Alasdair James Gray (Glasgow, 1934. december 28. – Glasgow, 2019. december 29.) skót író.
Gray legismertebb műve az első regénye, a Lanark – A Life in Four Books (1981), amelyen több mint 30 évig dolgozott. Műveiben a realizmust, a fantasyt és a science fictiont ötvözte. Munkáinak különlegessége a tipográfia ügyes használata és saját illusztrációinak integrálása. Politikai írásaiban a skót szocializmust és a skót függetlenséget támogatta. Will Self író „kreatív társadalomtudósként jellemezte, aki integrált politikai-filozófiai vízióval rendelkezett”. Önmagát „kövér, szemüveges, kopaszodó, öregedő glasgow-i gyalogosnak” nevezte.

## Élete
A Glasgow keleti részén fekvő Riddrie-ben született 1934-ben. Édesapja gyári munkás volt, az első világháborúban megsebesült. Édesanyja bolti eladó volt. A második világháború alatt Grayt először Perthshire-be, majd Lanarkshire-be evakuálták. Ezek az élmények később hatással voltak irodalmi műveire. A család egy önkormányzati szociális lakótelepen élt, és Gray korai oktatását az állami iskola, a közkönyvtárak és a közszolgálati műsorszolgáltatás kombinációjából kapta – Gray szerint „az a fajta oktatás, amelyet a brit kormányok ma már haszontalannak tartanak, különösen a munkásosztálybeli gyerekek számára”. 1952 és 1957 között a Glasgow-i Művészeti Akadémián tanult, majd 1958-tól 1962-ig ott tanított, és ez idő alatt kezdett el dolgozni Lanark című regényén.
A diploma megszerzése után Gray díszlettervezőként és portréfestőként, valamint szabadúszó művészként és íróként dolgozott. Első rádiójátékai és színdarabjai 1968-ban kerültek adásba a rádióban és a televízióban. 1972 és 1974 között tagja volt a Philip Hobsbaum által szervezett írói csoportnak. Itt találkozott James Kelmannal, Liz Lochheaddel és Tom Leonarddal is.
Gray maga illusztrálta könyveit. Vizuális művészként számos falfestményt és festményt készített. Tagja volt a Hawthornden-díjat odaítélő bizottságnak is, amely Nagy-Britannia legrégebbi irodalmi díja.
2001-ben a Glasgow-i Egyetem Skót Nacionalista Szövetségének jelöltjeként indult a Glasgow-i Egyetem rektori posztjáért, és csak szűkös vereséget szenvedett.
Alasdair Gray 1961 és 1970 között Inge Sorenson, 1991 és 2014 között pedig Morag McAlpine házastársa volt. Egy fia született (* 1964). Gray Glasgowban élt, és ott is halt meg 2019 végén, egy nappal 85. születésnapja után, rövid betegség után.

## Elismerések
A. L. Kennedy leírja, hogy a Lanark miért része a könyvtárának: „Íme Alasdair Gray és az ő észbontó Lanarkja, amely megtanított a gondolkodásban és alkotásban rejlő bátorságra, amikor nekem magamnak nem volt bátorságom.”

## Művei

### Regények
- Lanark – A Life in Four Books – 1981, ISBN 978-1-84767-374-9
- 1982, Janine – 1984, ISBN 978-1-84767-444-9
- The Fall of Kelvin Walker – 1985, ISBN 978-0-8076-1144-9
- Something Leather – 1990, ISBN 978-0-330-31944-7
- McGrotty and Ludmilla – 1990, ISBN 978-1-872536-00-2
- Something Leather – 1990
- Poor Things – 1992, ISBN 978-1-56478-307-3 [10]
- A History Maker – 1994, ISBN 978-1-84195-576-6
- Mavis Belfrage – 1996, ISBN 978-0-7475-3089-3
- Old Men In Love – 2007, ISBN 978-0-7475-9353-9

### Novellák
- The Star – 1951
- Unlikely Stories, Mostly – 1983, ISBN 978-1-84767-502-6
- Lean Tales – 1985, (James Kelmannel(wd)[4] és Agnes Owensszel(wd)[11]) 1995, ISBN 978-0-09-958541-1
- Ten Tales Tall & True – 1993, ISBN 978-0-15-100090-6
- The Ends of Our Tethers: 13 Sorry Stories – 2003, ISBN 978-1-84195-626-8
- Every Short Story by Alasdair Gray 1951-2012 – 2012, ISBN 978-0-85786-562-5

### Dráma
- A Gray Play Book – 2009, ISBN 978-1-906307-91-2
- Fleck – 2011, ISBN 978-1-906120-37-5

### Magyarul megjelent
- Szegény párák. Epizódok dr. Archibald McCandless skót tisztiorvos pályafutásának fiatalkori éveiből (Poor Things) – Álomgyár, Budapest, 2024 · ISBN 9789635709120 · Fordította: Gömöri Péter, Moldova Júlia, Dányi Dániel

## Fordítás
- Ez a szócikk részben vagy egészben  az   Alasdair Gray című német Wikipédia-szócikk fordításán alapul.  Az eredeti cikk szerkesztőit annak laptörténete sorolja fel. Ez a jelzés csupán a megfogalmazás eredetét és a szerzői jogokat jelzi, nem szolgál a cikkben szereplő információk forrásmegjelöléseként.